# Renato Profuturo Frigerido
Renato Profuturo Frigerido (lat.: Renatus Profuturus Frigeridus) fue un historiador romano de la Antigüedad tardía que vivió en la segunda mitad del siglo V, en el período inmediatamente posterior al peligro de la invasión de los hunos. Su obra, es por lo tanto de suponer, finalizaba en 454 con la muerte de Flavio Aecio, el vencedor de los hunos (Batalla de los Campos Cataláunicos, año 451).
Autor de las Historias (Historiae), redactadas en latín y que comprendían un mínimo de doce libros. Esta obra no se conservó, se le conoce gracias a la obra del obispo Gregorio de Tours quien lo cita, in extenso y a la letra, un siglo después en sus Diez libros de historia o Historia de los francos (II, 8 y 9). 
La primera cita (Historia de los Francos, II,8) gira en torno a la figura de Aecio y participa lógicamente del modelo del panegírico. De hecho, la investigación histórica actual ha puesto de manifiesto la similitud de este retrato con los panegíricos de Merobaudes, y brinda así otro ejemplo de la importancia de la utilización de modelos en la literatura latina.
Profuturo Frigerido fue casi con certeza un autor cristiano. Su obra, junto con la también perdida Historia de Sulpicio Alejandro, fue una de las fuentes de las que Gregorio de Tours echó mano. Constituye una fuente importante para la historia temprana de los francos y en especial para los sucesos del imperio romano de occidente en la primera mitad del siglo V. Ambas obras se inscriben dentro de la tradición histórica clásica y marcan (al igual que la obra mayor de Amiano Marcelino) la última fase de la Antigüedad tardía o la penúltima, según se considere a Gregorio de Tours como parte o no de esta tradición.
- Datos: Q1376539